# Phytomyza atripalpis
Phytomyza atripalpis este o specie de muște din genul Phytomyza, familia Agromyzidae, descrisă de Aldrich în anul 1929.
Este endemică în British Columbia. Conform Catalogue of Life specia Phytomyza atripalpis nu are subspecii cunoscute.